# Beskidek (1045 m)
Beskidek (1045 m n.p.m.) – szczyt w Paśmie Jałowieckim w Beskidzie Żywiecko-Orawskim. Znajduje się w grzbiecie pomiędzy przełęczą Klekociny a Czerniawą Suchą.
Beskidek jest częściowo porośnięty lasem, ale południowo-zachodni stok, należący do wsi Koszarawa, jest bezleśny i jest dobrym punktem widokowym. Widoki ze szlaku turystycznego są ograniczone, ale po przejściu ze szlaku stokiem w prawo widoczne są Babia Góra, Cyl, bliżej Magurka, z Halą Kamińskiego i Hala Mędralowa, na prawo dalekie Pilsko i Romanka, a na lewo od Babiej Góry Pasmo Policy. W południowo-zachodnim kierunku z Beskidka opada krótki grzbiecik oddzielający dolinki dwóch potoków: Ryszków Potok i drugi bezimienny; obydwa są lewymi dopływami Bystrej. We wschodnim kierunku również opada z niego krótki grzbiecik oddzielający dwa cieki potoku Sikorówka w dorzeczu Skawicy.
Według regionalizacji Polski opracowanej przez Jerzego Kondrackiego Beskidek znajduje się w Paśmie Jałowieckim należącym do Beskidu Makowskiego. Na mapach i w przewodnikach turystycznych Pasmo Jałowieckie zaliczane jest zazwyczaj do Beskidu Żywieckiego, w najnowszej regionalizacji z 2018 roku do Beskidu Żywiecko-Orawskiego. Przez szczyt Beskidka i jego głównym grzbietem biegnie granica między miejscowościami Zawoja w województwie małopolskim i Koszarawa w województwie śląskim.
Grzbietem między Mędralową, przełęczą Klekociny, Beskidkiem i Czerniawą Suchą wiodła historyczna granica między Polską a ziemiami śląskimi. W czasie okupacji hitlerowskiej była to granica między III Rzeszą a Generalną Gubernią.

## Szlaki turystyczne
odcinek: Koszarawa Cicha – Czerniawa Sucha – Beskidek – przełęcz Klekociny – Kolisty Groń – Przełęcz Jałowiecka – Cyl – Babia Góra (Ścieżka Żywczaków).